# Tacinga funalis
Tacinga funalis Britton & Rose, es una especie fanerógama perteneciente a la familia  Cactaceae. 

## Distribución
Es endémica de Brasil en Minas Gerais donde se encuentra en los bosques que crecen en la caatinga en los [ inselberg]]s de granito/gneis. Tacinga funalis se encuentra en tres grandes áreas protegidas en toda su gama, incluyendo la Gruta dos Brejões, Parque Estadual de Morro do Chapéu, Parque Nacional do Boqueirão da Onça, Chapada Diamantina, Bahía.

## Hábitat
Su hábitat natural son los bosques secos tropicales o subtropicales y los tropicales o subtropicales matorrales secos. Está tratada en peligro de extinción por pérdida de hábitat. 

## Descripción
Es una planta suculenta con flores verdes o púrpura que se desarrolla a 380–950 m s. n. m. de altitud al sudoeste de Pernambuco y en Bahía.

## Taxonomía
Tacinga funalis fue descrita por Britton & Rose y publicado en The Cactaceae; descriptions and illustrations of plants of the cactus family 1: 39–40, f. 49. 1919.
Etimología
Tacinga: nombre genérico que es un anagrama de la palabra "Catinga", el área de distribución del género en el brasileño Caatinga.
funalis: epíteto
Sinonimia
- Tacinga atropupurea
- Tacinga zehntneri